# Municipio de New Light
El municipio de New Light (en inglés: New Light Township) es un municipio ubicado en el  condado de Wake en el estado estadounidense de Carolina del Norte. En el año 2010 tenía una población de 7.591 habitantes.

## Geografía
El municipio de New Light se encuentra ubicado en las coordenadas 36°1′27.53″N 78°38′1.01″O / 36.0243139, -78.6336139.